# Уильямс, Линн (футболистка)
Линн Уильямс (англ. Lynn Williams; род. 21 мая 1993, Фресно, Калифорния) — американская футболистка, нападающая клуба «Готэм». Чемпионка (2024) и бронзовый призёр Олимпийских игр (2020) со сборной США, чемпионка Национальной женской футбольной лиги с клубами «Уэстерн Нью-Йорк Флэш» (2016), «Норт Каролина Кураж» (2018, 2019) и «Готэм» (2023), обладательница Международного женского кубка чемпионов (2018).

## Школа и университет
Родилась в 1993 году во Фресно (Калифорния) в спортивной семье. Отец и мать, Дэвид и Кристин Уильямс, занимались лёгкой атлетикой во время учёбы в Университете штата Калифорния во Фресно, отец также играл в американский футбол, как и трое дядей Линн. Сестра Линн, Джессика, также занималась лёгкой атлетикой в Политехническом университете Калифорнии.
Окончила Буллардскую среднюю школу во Фресно, где четыре года выступала за школьную сборную, установив за это время абсолютный рекорд по забитым за неё голам (среди мальчиков и девочек) — 117, в том числе 50 в выпускном классе — и сделав 47 результативных передач. Выиграла со школьной командой несколько соревнований местного уровня, дошла до финала чемпионата Южной Калифорнии в I дивизионе и в 2011 году была включена в третью символическую школьную сборную США, составляемую каналом ESPN. В составе клуба «Ист Фресно Фьюжн» выиграла чемпионат штата среди девушек в возрасте до 19 лет.
По окончании школы поступила в Университет Пеппердайна (Калифорния) и четыре года (с 2011 по 2014) выступала за его женскую сборную. За это время забила 39 голов (2-й результат за историю вуза), сделала 24 результативных передачи (повторение рекорда университета) и набрала 102 очка по системе «гол плюс пас» (2-й результат). Из 39 мячей, забитых Уильямс, 15 были победными, что стало новым рекордом университета. Она по три раза включалась в первые символические сборные конференции Западного побережья и Западного региона, в 2011 году была признана лучшей футболисткой-первокурсницей конференции и включена в символическую сборную первокурсниц NCAA, а в 2014 году стала первой футболисткой в истории Университета Пеппердайна, включённой в первую символическую сборную NCAA.

## Клубная карьера
По завершении учёбы была выбрана в драфте Национальной женской футбольной лиги (NWSL) под общим 6-м номером клубом «Уэстерн Нью-Йорк Флэш». За сезон 2015 года сыграла за эту команду 17 матчей (13 из низ в стартовом составе), забила 4 гола и сделала столько же результативных передач. По итогам сезона была названа лучшей нападающей клуба. В сезоне 2016 года сыграла 19 матчей как игрок стартового состава, забила 11 мячей и сделала 5 результативных передач, получив по итогам года «Золотую бутсу» как лучший бомбардир лиги. Была также признана самым полезным игроком года в NWSL. В финальном матче плей-офф 2016 года против клуба «Вашингтон Спирит» Уильямс забила гол головой на последних секундах дополнительного времени и перевела игру в серию послематчевых пенальти, в которой более успешно выступила её команда, завоевав чемпионское звание.
В начале 2017 года клуб Уильямс приобрёл Стивен Малик, владелец мужской футбольной команды «Норт Каролина», и «Флэш» переехали в Северную Каролину, поменяв название на «Норт Каролина Кураж». За сезон 2017 года Уильямс 23 раза выходила на поле в стартовом составе «Северной Каролины», отыграла больше 2000 минут, забила 9 мячей и сделала 5 результативных передач. «Кураж» выиграли регулярный сезон, но в финале уступили со счётом 1:0 клубу «Портленд Торнс».
После этого клуб Уильямс завоёвывал чемпионское звание два сезона подряд. Сама нападающая отметилась 14 голами и 5 пасами в сезоне 2018 года и 12 голами и 6 пасами в сезоне 2019 года. Оба раза по количеству забитых голов она занимала второе место в списке бомбардиров лиги. 28 сентября 2019 года в матче против «Вашингтон Спирит» она забила свой 50-й гол в NWSL. В 2018 году «Кураж» также выиграли первый в истории женский Международный кубок чемпионов, в финале победив со счётом 1:0 французский клуб «Олимпик Лион». Победный гол забила Хизер О’Рейли с передачи Уильямс.
Уильямс продолжала играть в составе «Северной Каролины» в сезонах 2020 и 2021 годов, в межсезонье дважды поучаствовав в австралийском чемпионате в составе клубов «Уэстерн Сидней Уондерерс» (2019/2020) и «Мельбурн Виктори» (2021/2022). В январе 2022 года нападающую обменяли в клуб «Канзас Сити Каррент» на вратаря Кейтлин Роуленд, пик в первом круге драфта и 200 тысяч долларов. Однако в первом же матче предсезонного Кубка вызова Уильямс выбыла до конца сезона с тяжёлой травмой сухожилий правой ноги, потребовавшей хирургического вмешательства.
Перед сезоном 2023 года, не проведя больше ни одного матча за «Канзас Сити», перешла в клуб «Готэм», отдавший за нападающую право общего второго выбора в будущем драфте. С новой командой дошла до финала плей-офф, где открыла счёт и помогла "Готэму" завоевать чемпионское звание. Уильямс стала первым игроком в истории NWSL, выигравшим чемпионат лиги с тремя разными клубами. В мае 2024 года в матче против "Чикаго Ред Старз" забила свой 79-й гол в NWSL, сменив Сэм Керр в качестве самого результативного бомбардира за всю историю лиги.

## Выступления за сборную
Уильямс провела свой первый матч в составе сборной США 19 октября 2016 года, в ранге MVP Национальной женской футбольной лиги. Выйдя на замену в матче со команды Швейцарии при счёте 0:0 после первого тайма, она забила свой первый гол за сборную уже через 49 секунд после возобновления игры, установив новый рекорд сборной США. Матч окончился победой американок со счётом 4:0.
За 2017 год провела за сборную 11 матчей (из них 4 в стартовом составе) и забила 3 гола. На следующий год выходила на поле в составе сборной только на 20 минут и вернулась в её состав лишь через полтора года, когда команду возглавил новый тренер Влатко Андоновски.
В отборочном турнире КОНКАКАФ к Олимпийским играм 2020 года Уильямс забила гол в матче американок с основным соперницами в этом региональном соревновании — сборной Канады. После того как она ещё дважды отличилась в товарищеских матчах, форвард «Северной Каролины» была включена в состав сборной на Олимпийские игры как запасной игрок. Её олимпийский дебют состоялся в ходе нулевой ничьей с австралийками на групповом этапе, обеспечившей команде США выход в плей-офф. После этого Уильямс отличилась в четвертьфинальном матче против сборной Нидерландов — соперниц команды США в финале чемпионата мира 2019 года. Первый гол американской сборной забила Сэм Мьюис, одноклубница Уильямс, с её подачи, а затем уже сама Уильямс провела в ворота соперниц второй мяч. Американки победили в серии пенальти и вышли в полуфинал. Там они уступили канадкам, но победили Австралию 4:3 в матче за бронзовые медали, в котором Уильямс не участвовала.
На чемпионате мира 2023 года провела две игры в составе сборной США, но выбыла из борьбы за медали уже в первом матче плей-офф. На следующий год завоевала со сборной Золотой кубок КОНКАКАФ, победив в финале сборную Бразилии. В состав сборной США на олимпийском футбольном турнире 2024 года была включена в последний момент, заменив травмированную полузащитницу Катарину Макарио. На Олимпиаде выходила на поле в каждом матче сборной, забила один гол на групповом этапе (победа 4:1 над сборной Германии) и завоевала с командой чемпионское звание.